# П'єта (Мікеланджело)
Ламке й пласке, мов гілка пальми, тіло

Лежить у неї на колінах. Син.

Все кінчено. Він витягся безсило,

І вже ніколи не зведеться він.

І мати дивиться в його пустинні очі,

В камінність уст, в покірність рук тонких.

Вона все знає, і вона не хоче

Ні обіцянь, ні умовлянь, ні втіх
М. Бажан,
«Pietá»
«П'єт́а» або «Опл́акування Христа́»[а] (італ. Pietà) — мармурова скульптура, що зображає Богоматір, яка тримає тіло свого сина-Бога; створена італійським скульптором і художником  Мікеланджело Буонарроті протягом 1498—1499 років на замовлення французького кардинала Жана де Біл́ера. Вазарі писав, що «у цій скульптурі відчувається вся міць і сила» мистецтва Мікеланджело.
Цю статую також називають «Ватиканською» чи «Римською П'єтою», адже серед робіт Мікеланджело відомі ще «Флорентійська П'єта», «Ронданіні П'єта» та «Палестринська П'єта»[б].

## Історія створення
Контракт на роботу було підписано 7 серпня 1498 року. Вважалося, що статую замовив французький кардинал Жан Вільє де ла Ґросле для капели французьких королів у Соборі Святого Петра, але дослідник Шарль Самаран довів, що замовником був інший французький кардинал, Жан де Біл́ер (фр. Jean de Bilhères). Тема «оплакування Христа» була поширеніша у північній Європі та візантійському мистецтві, аніж в Італії епохи Ренесансу, тож, створюючи статую, Мікеланджело наслідував традиції свого замовника.
«П'єта» призначалася для гробниці кардинала, але він помер до її завершення. Скульптуру поставили у Соборі Святого Петра, у капелі Санта Марія делла Феббре.

## Опис

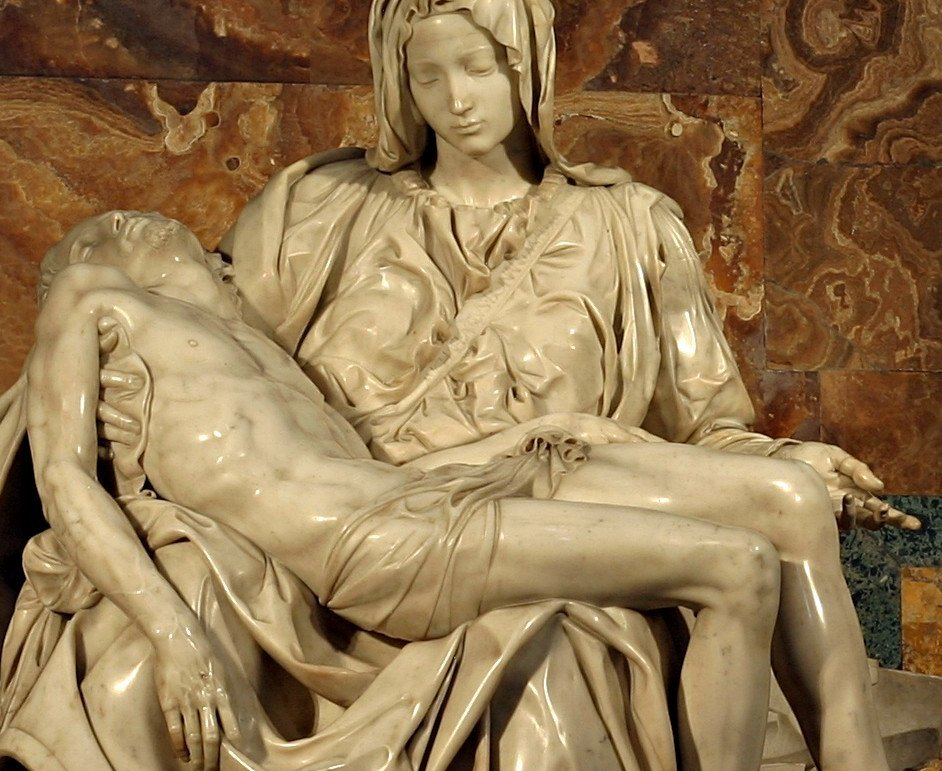
П'єта (фрагмент)

Богоматір молода, наче це не Мати і Син, а сестра, що оплакує передчасну смерть брата. У неї спокійне обличчя, опущені очі. Скорбота її виражена схиленою головою, втілюючи собою спокій і біль. Мертве тіло Христа здається невагомим, і його оголеність контрастує із пишним, багатим одягом Богоматері. Його замучене тіло не спотворено смертю, тільки руки, ноги та бік проколоті:
|  | (…) члени його такі гарні, а тіло так майстерно зроблено, що не можна знайти наготи з такими мускулами, жилами, нервами, які виділяються на кістяку, і нема мерця, більше схожого на мерця |

### Підпис Мікеланджело
Ця статуя — єдина з робіт Мікеланджело, підписана ним самим. На стрічці, що оперізує одяг Богоматері, скульптор висік напис:

| Мікаель Ангелюс Буонарротус, флорент. різьбив Оригінальний текст (лат.) Michael Angelus Buonarrotus Florent. faciebat |
За Вазарі, він це зробив, почувши суперечку про майстра. Приїжджі із Ломбардії хвалили статую, і казали, що її вирізьбив «Наш Ґоббо[в], міланець». Тієї ж ночі Мікеланджело вирізав свій підпис на перев'язі.

### Пошкодження
Найістотнішого пошкодження статуя зазнала 21 травня 1972 року, коли психічно неврівноважений геолог Ласло Тот увійшов до каплиці і напав на скульптуру з геологічним молотком. Багато уламків полетіло в сторону присутніх у каплиці. Деякі були знайдені, проте багато уламків не були повернуті, серед них і ніс Марії — при реставрації його відновили з блоків мармуру, вирізаних зі спини.

## Образ у мистецтві

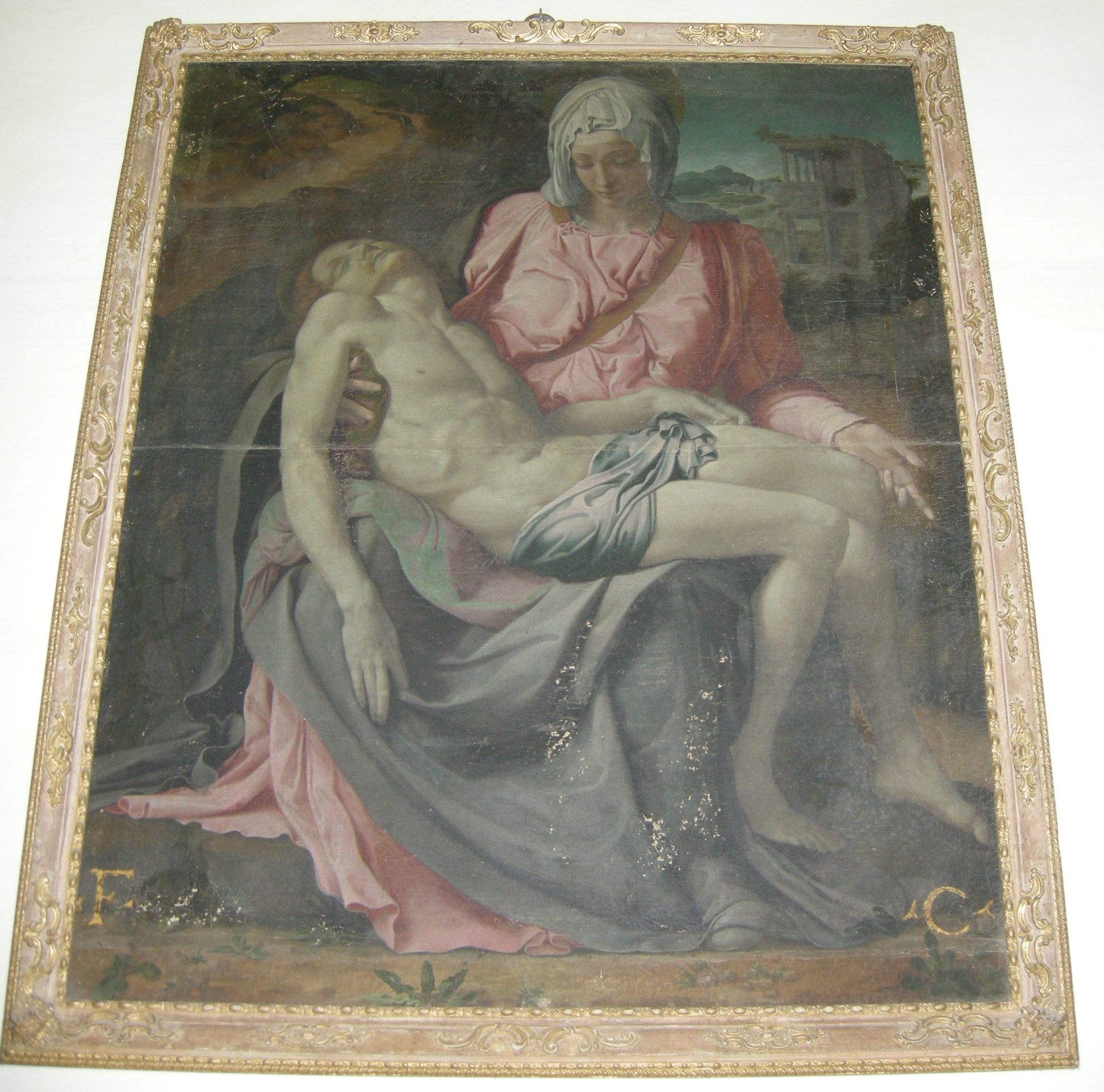
Джованні Баттіста Паджі. «П'єта»
(Монастир Св. Людовика, Пеша)

Вазарі процитував рядки невідомого поета, присвячених статуї:
|  | І врода, і чеснота, І жаль у мертвім мармурі живуть. Ви, дивлячись, не плачте Так голосно і стримуйте свій біль, Щоб не прокинувся зарано мрець… |

У біографічному романі К. Шульца «Камінь і біль» про скульптуру сказано так:
|  | (…) Матір Божа з замученим Христом на колінах, уже не «Мадонна на сходах», як тоді, з поглядом, спрямованим у вічність, цариця, що сидить на сходах, мов жебрачка, з немовлям на руках, ні, тепер — це жінка з мертвим тілом сина на колінах, Мати скорботна |

1982 року Сальвадор Далі завершив полотно, яке отримало назву «Геологічне ехо. П'єта». Художник відтворив у вигляді скель форму носа центральної фігури скульптурної групи, створивши образ-натяк. Фільм-трилер «П'єта» південнокорейського режисера Кім Кі Дука отримав свою назву на честь скульптури.

### Копії статуї

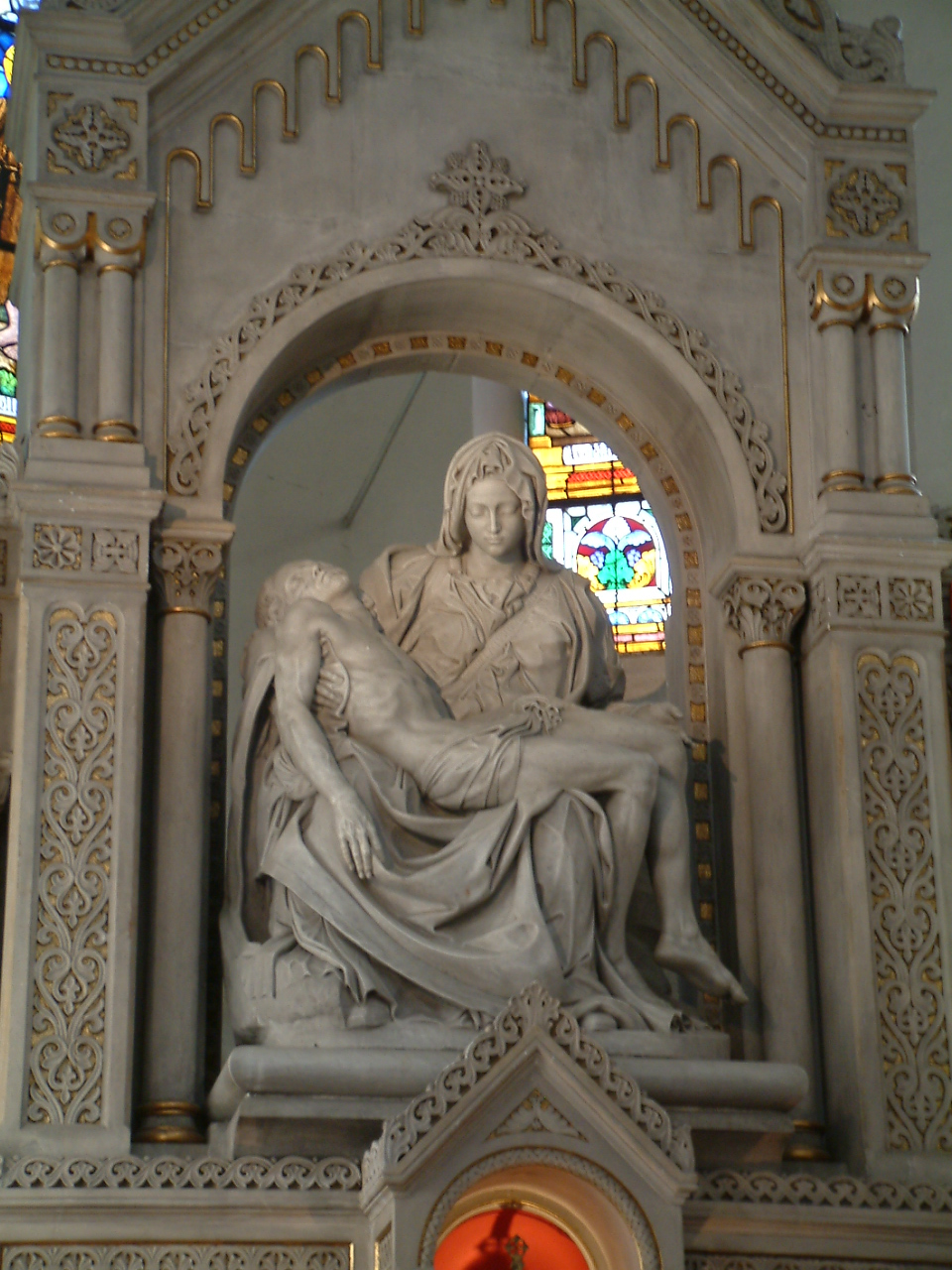
П'єта (копія, Познань, Польща)

Існує багато копій статуї. Репліка «П'єти» у костьолі Матері Божої у Познані була використана для відновлення скульптури після того, як зловмисником була зроблена спроба розбити статую 21 травня 1972 року.
Авторизовані копії було встановлено у таких населених пунктах:
- Бразиліа, Бразилія — собор Пресвятої Діви Марії;
- Бунданґ, Південна Корея — собор Святого Івана;
- Інвернесс, Іллінойс, США — церква Святого Сімейства[12];
- Лампа, Перу — церква Апостола Сантьяго (Яків син Зеведеїв);
- Познань, Польща — костьол Матері Божої;
- Сідней, Австралія — собор Сент-Мері.